# Третій дивізіон чемпіонату Анголи з футболу
Третій дивізіон Чемпіонату Анголи з футболу (Чемпіонат провінцій Анголи) — футбольна ліга в Анголі, третя за рангом після Гіра Ангола. Змагання ліги проводяться під патронатом Федерації Футболу Анголи.

## Історія
Чемпіонат міста Лоуренсу Маркіш з футболу існував в період з 1922 року по 1961 рік, коли було створено новий Колоніальний чемпіонат. Учасниками чемпіонату були клуби з міста Лоуренсу-Маркіш, зараз — Мапуту, столиці країни. Не зважаючи на свій статус, до створення в 1956 році національного чемпіонату, цей турнір фактично був головним футбольним змаганням в країні.
В Анголі регіональні трофеї як доповнення до різних регіональних і національних чемпіонатів проводилися з 1941 року (ще за часів португальської колоніальної адміністрації).

## Обмін між лігами
До другого дивізіону виходять команди, які перемогли в чемпіонатах провінцій або стали срібними призерами цих провінційних чемпіонатів, які вони представляють. Також клуб може потрапити до Гіра Анголи через національний кубок.

## Команди-учасниці

### Команди, які беруть участь в чемпіонаті провінціїБенго
В сезоні 2014:
- ФК «Діогу Мпату» (Амбріж);
- ФК «Багу Вермелью» (Намбуангонгу);
- ФК «Академіка» (Пангуіла);
- ФК «Домант» (Була Атумба);
- ФК «Келебреш»;
- ФК «Франвірж» (Касса Керія).

В сезоні 2015:
- ФК Діогу Мпату а Понта ду Амбріз;
- ФК «Компостела» (знявся);
- ФК «Академіка» (Пангуіла);
- ФК «Франвірж» (Касса Керія);
- ФК «Домант» (Була Атумба) (друга команда);
- ФК Канголмбе (Іколу).

### Команди, які беруть участь в чемпіонаті провінціїБенгела
В сезоні 2014:
- «Академіка» (Лобіту);
- «Спортінг» (Бенгуела);
- «Уніру Домбе Гранде»;
- «17 де Маю»;
- «Інтер» (Кубал);
- «Насіонал» (Бенгуела);
- «Атлетіку» (Зона А);
- «Ферроварія» (Кубал);
- «Джексон Гарсія»;
- СК «Уніру Баха-Фарта»;
- «Амігуіньюш»;
- «ГД 4 де Февереіру».

В сезоні 2015:
- «Насіонал» (Бенгуела);
- Естрела Клубе Прімейру де Маю (Бенгуела);
- «Джексон Гарсія»;
- «Спортінг» (Бенгуела);
- «Атлетіку» (Зона А);
- «Амігуіньюш»;
- «17 де Маю»;
- «Академіка» (Лобіту) (друга команда);
- «ГД 4 де Февереіру»
- Рекреатіву ду Баломбу.

### Команди, які беруть участь в чемпіонаті провінціїБіє
У чемпіонаті грає 10 команд.

### Команди, які беруть участь в чемпіонаті провінціїКабінда
В сезоні 2014:
- Серія A:
  - Кабушкорп де Кабінда;
  - СК Трінідаде де Млембу;
  - Ескола ФТ Паі Джок;
  - Ештрела де Жозе Сіта;
  - ФК «Кабінда»;
  - Ювентус (Кабінда).
- Серія B:
  - ФК «Чімуана»;
  - Агуяш ду Базіле;
  - ФК «Чінга»;
  - Спортінг ду Кайо;
  - Реал Мбуку;
  - Кадека Спорт Клубе

В сезоні 2015:
- Серія A:
  - ФК «Семба»;
  - Ескола ФТ Паі Джок;
  - Кабушкорп де Кабінда;
  - «Лімба»;
  - СК Трінідаде де Млембу;
  - ФК «Кабінда».
- Серія B:
  - Кадека Спорт Клубе;
  - Ювентус (Кабінда);
  - ФК «Чінга»;
  - «Спортінг Каю»;
  - Реал Мбуку;
  - Кадека Спорт Клубе

Примітки:*СК «Кабінда» не брав участі в чемпіонаті 2014 року.
Реал Мбуку переміг в чемпіонаті та кваліфікувався до Гіри Анголи, другого дивізіону.

### Команди, які беруть участь в чемпіонаті провінціїМаланже
В сезоні 2015:
- СК «Рітондо»;
- СК Маланже;
- Клубе Рекреатіву де Какусу;
- Клубе Деспортіву Мілітар де Куашша;
- Рекреатіву да Каррейра де Тіру;
- СК Пекандек (знявся);
- Прогрешшу да Капета (знявся).

### Команди, які беруть участь в чемпіонаті провінціїПівнічна Кванза
В турнірі в сезоні 2014 року брали участь наступні команди:
- ФК «Порцелана»;
- ФК ду Болонгонге;
- ГД Рекреатіву де Камбамбе;
- КР Естрела Да Паж ду Лукала;
- КД Серра да Комба ду Куікулунгу;
- ФК ду Голунгу Альто;
- Групу Деспортіву ду Самба Кая;
- Уніру Деспортіва ду Амбака (дискваліфікована).

В турнірі в сезоні 2015 року брали участь наступні команди:
- КД Серра да Комба ду Куікулунгу;
- ФК «Порцелана»;
- Уніру Деспортіва ду Амбака;
- ФК «Каженгу»;
- Супер Агуіяш де Каженгу;
- ФК ду Голунгу Альто.

### Команди, які беруть участь в чемпіонаті провінціїКвандо-Кубанго
В турнірі в сезоні 2014 року брали участь наступні 6 команд:
- 4 де Абріл;
- Касса Мілітар;
- ФК «Інтер» (Жубілеу);
- ФК «Деспортіву»;
- ФК «Лексеш»(Менонгве);
- ФК «Драгкеш».

В турнірі в сезоні 2015 року брали участь наступні команди:
- ФК «Лексеш»(Менонгве);
- ФК «Деспортіву» (Некофіл);
- ФК «Інтер» (Жубілеу);
- ФК «Драгкеш»;
- Касса Мілітар;
- ФК «Деспортіву» (Квандо-Кубанго);
- 4 де Абріл.

### Команди, які беруть участь в чемпіонаті провінціїПівденна Кванза
В сезоні 2015 року:
- «Бенфіка» (Сумбе);
- «Спортінг» (Сумбе);
- «Рекреатіву» (Селеш);
- АРА (Габела);
- Жувентуде ду Амбоім;
- Навал де Порту-Амбоім;
- Рекреатіву да Кела;
- Кевеш да Куібала;
- Рекреатіву ду Чінгу

### Команди, які беруть участь в чемпіонаті провінціїКунене
В чемпіонаті беруть участь наступні команди:
- Евале (Кунене);
- Хіфу Спортінг Клубе де Кунене;
- Етунда да Кахама;
- Бенфіка де Кастільюш;
- Бонш Амігуш да Санта-Клара.

### Команди, які беруть участь в чемпіонаті провінціїУамбо
В чемпіонаті провінції 2014 року грали лише два клуби («Петру Уамбо» та «Деспортіву ЖГМ»), тому було проведено лише чотири матчі.

### Команди, які беруть участь в чемпіонаті провінціїУїла
В сезоні 2015 участь беруть наступні команди:
- Бенфіка (Лубанго);
- Клубе Деспортіву да Уїла (друга команда);
- Спортінг (Лубанго);
- Інтер (Уїла);
- Деспортіву да Чібія;
- «Ферровіаріу» (Уїла);
- «Атлетіку» (Лубанго);
- «Локомотіваш» (Уїла).

### Команди, які беруть участь в чемпіонаті провінціїЛуанда
В чемпіонаті 2014 року грали лише 5 наступних команд:
- Прогрешшу ду Самбізанга;
- Ескола Норберту де Каштру;
- Петру Луанда (друга команда);
- ФК «Полівалентеш»;
- Атлетіку Авіасан (друга команда).

В чемпіонаті 2015 року грали наступні команди:
- Прогрешшу ду Самбізанга (друга команда);
- ФК «Полівалентеш»;
- Бріліантеш де Віана;
- Атлетіку Авіасан (друга команда)
- Петру Луанда (друга команда);
- Віаненшеш

### Команди, які беруть участь в чемпіонаті провінціїМошико
До 2014 року, останній розіграш чемпіонату провінції відбувався у 2008 році.
Команди-учасниці чемпіонату (2014):
- ФК «Бравуш ду Макіш» (молодіжна команда);
- Лексеш ду Тчіфучі;
- Зебраш ду Леште;
- Ескола ду 11 Ціклу 338 (Тчіфучі);
- Ескола 11 ду Новембру;
- Ескола ду 11 Ціклу 158.

### Команди, які беруть участь в чемпіонаті провінціїУїже
Команди-учасниці чемпіонату в серії А:
- ГРД ду Сонгу;
- Бенфіка Мбубу да Дамба;
- ФК «Ренасіменту» (Уїже);
- СК Санссома Нзаді ду Пірі;
- СК Рекреатіву де Куімбеле;
- СК Бауя ду Негаге.

Команди-учасниці чемпіонату в серії B:
- Телема клубе да Дамба;
- Деспортіву Данге Куітеше;
- Уніру Естрела ду Куімбере;
- Уніру СК ду Уїже;
- ГД Констутореш Уїже;
- Макуела СК ду Зомбу.

Команди-учасниці чемпіонату в 2015 році:
- Османте Клубу ду Кубіколу (Макуела ду Зомбу);
- Клубе Деспортіву Рекреатіву ду Зомбу;
- Макуела СК ду Зомбу;
- ФК «Уїже»;
- ФК «Ісмаель»;
- Клубе Деспортіву Нгуету Мака;
- ФК «Раджабд» (Уїже);
- Деспортіву Кава Міссру де Негаге;
- Групо Деспортіву ФК Ренасіменту (Уїже);
- Клубе Черагру да Грута ду Нзензу;
- Естрела ФК ду Куйонгуа (Уїже);
- Телеме Клубе (Дамба).

### Команди, які беруть участь в чемпіонаті провінціїЗаїре
В чемпіонаті беруть участь лише 4 команди:
- Есперанса ду Конгу;
- СК Сау Сальвадор ФК;
- ФК Атлетіку (Нзету);
- Академіка ду Кванде.